# Юдчино
Ю́дчино (рос. Юдчино) — присілок у складі Ярського району Удмуртії, Росія.
В присілку діють дитячий садочок, початкова школа, фельдшерсько-акушерський пункт.

## Населення
Населення — 301 особа (2010, 320 у 2002).
Національний склад станом на 2002 рік:
- удмурти — 92 %